# Nierziekte
Nefrologische aandoeningen of nierziekten zijn ziekten waarbij de nier aangedaan is. Deze ziekten worden over het algemeen behandeld door een nefroloog, een internist die zich verder gespecialiseerd heeft in de werking van de nieren. Een uroloog heeft zich gespecialiseerd in de werking van het hele urinewegstelsel en heeft ook veel verstand van de nieren, maar bij ernstige nieraandoeningen zal de uroloog over het algemeen doorverwijzen naar een nefroloog. 

## Diagnose stellen
De werking van de nieren kan worden onderzocht in urine of bloed. De nieren worden in beeld gebracht met  echografie, een röntgenfoto in combinatie met contrastvloeistof of een MRI-scan. Bij een vermoeden van ernstige afwijkingen kan een biopt van de nier worden genomen voor pathologisch en histologisch onderzoek.

## Ziekten
Er bestaan veel verschillende nieraandoeningen, waaronder:
- hogeurineweginfectie
- niersteen
- nefritis
- nefrotisch syndroom
- nierfalen
- nierkanker

## Oorzaken
Nierziekten kunnen verschillende oorzaken hebben, zoals diabetes en hoge bloeddruk (hypertensie). Ook chemische bestrijdingsmiddelen kunnen invloed hebben. Verder kunnen nierziekten het gevolg zijn van andere aandoeningen, zoals systemische lupus erythematodes.

## Behandeling
Ontstekingen in de nier worden behandeld met antibiotica. Bij ernstige nierziekten zijn er medicijnen, die de functie van de nier kunnen ondersteunen, of het slechter worden van de nierfunctie zo lang mogelijk kunnen tegengaan. Een speciaal dieet kan in dat geval ook zorgen voor minder belasting van de nieren, waardoor ze langer blijven functioneren. Bij ernstig nierfalen kan nierdialyse toegepast worden. Niertransplantatie is dan soms een oplossing.